# 豊浦村 (千葉県海上郡)
豊浦村（とようらむら）は、千葉県海上郡に存在した村。現在の銚子市中心部の南側に位置していた。
現在ではほとんどその名をとどめていない。

## 地理
- 現在の銚子市の南部に位置する。
- 村は太平洋の面している。
- 村域は台地と平地が入り組む谷戸が多い地形になっている。

## 歴史
- 1889年（明治22年）4月1日 - 町村制施行に伴い、小川戸村、辺田村、三崎村が合併して発足。
- 1933年（昭和8年）2月11日 - 銚子町、本銚子町、西銚子町と合併し、銚子市が発足。同日豊浦村廃止。

| 1868年 以前 | 1868年 以前 | 明治22年 4月1日 | 昭和8年 2月11日 | 現在   |
| ----------- | ----------- | --------------- | --------------- | ------ |
|             | 小川戸村    | 豊浦村          | 銚子市          | 銚子市 |
|             | 辺田村      | 豊浦村          | 銚子市          | 銚子市 |
|             | 三崎村      | 豊浦村          | 銚子市          | 銚子市 |

## 人口・世帯

### 人口
総数 [単位： 人]
| 1891年（明治24年） | 2,604 |
| 1920年（大正 9年） | 2,652 |

### 世帯
総数 [単位： 世帯]
| 1920年（大正 9年） | 489 |